# Opopaea
Opopaea är ett släkte av spindlar. Opopaea ingår i familjen dansspindlar.

## Dottertaxa tillOpopaea, i alfabetisk ordning[1]
- Opopaea ambigua
- Opopaea atlantica
- Opopaea bandina
- Opopaea banksi
- Opopaea batanguena
- Opopaea berlandi
- Opopaea calona
- Opopaea concolor
- Opopaea cornuta
- Opopaea cupida
- Opopaea deserticola
- Opopaea devia
- Opopaea euphorbicola
- Opopaea floridana
- Opopaea fosuma
- Opopaea foveolata
- Opopaea guaraniana
- Opopaea hoplites
- Opopaea ita
- Opopaea kulczynskii
- Opopaea lena
- Opopaea lingua
- Opopaea mattica
- Opopaea media
- Opopaea meditata
- Opopaea nibasa
- Opopaea plumula
- Opopaea probosciella
- Opopaea punctata
- Opopaea recondita
- Opopaea sallami
- Opopaea sanaa
- Opopaea santschii
- Opopaea sauteri
- Opopaea sedata
- Opopaea shanasi
- Opopaea silhouettei
- Opopaea simoni
- Opopaea speciosa
- Opopaea spinosa
- Opopaea sponsa
- Opopaea suspecta
- Opopaea syarakui
- Opopaea timida
- Opopaea viamao